# Monneacris mira
Monneacris mira är en insektsart som beskrevs av Christiane Amédégnato och Marius Descamps 1979. Monneacris mira ingår i släktet Monneacris och familjen gräshoppor. Inga underarter finns listade i Catalogue of Life.